# 321
321 (CCCXXI) var ett normalår som började en söndag i den julianska kalendern.

## Händelser

### Mars
- 7 mars – Den romerske kejsaren Konstantin den store utfärdar ett dekret som fastställer veckans innehåll och startdag. Bland annat anges dies Solis Invicti (Söndag) som vilodag på vilken handel är förbjuden, men jordbruk är tillåtet.

### Okänt datum
- Calcidius översätter Platons texter till latin.
- Den romersk-katolska kyrkan tillåts inneha egendom.
- En synod i Alexandria fördömer arianismen.

## Födda
- Valentinianus, romersk kejsare